# Zlatko Dedić
Zlatko Dedić, slovenski nogometaš bosanskega rodu, * 5. oktober 1984, Bihać, Jugoslavija.

## Življenjepis
Svoje otroštvo je preživel v majhni vasici Podgorje pod Slavnikom na Primorskem. Tam ima še vedno svojo skupino navijačev, ki ga spremlja na tekmah slovenske reprezentance.
Svojo kariero je začel pri slovenskemu prvoligašu NK Koper. Po podpisu pogodbe s Parmo je bil Zlatko takoj posojen klubu Empoli F.C. v Serie B in tam igral celo sezono 2004-05. Od tam je bil posojen klubu U.S. Cremonese, za katerega je v Serie B igral drugo polovico sezone 2005-06.
V Serie A je prvič nastopil 21. septembra 2005, ko je A.S. Roma s 4-1 premagala Parmo. Januarja 2007 je Zlatko po Bossmanovem pravilu odšel v Frosinone v Serie B.
Januarja 2008 je bil posojen Piacenzi, klubu italiajnske Serie B. Tam je dobil dres s številko 9, ki ga je pred njim nosil Daniele Cacia. Cacia je odšel v klub ACF Fiorentina.
Za Slovenijo je Dedić svoj prvi gol zabil na tekmi s Poljsko, 6. septembra 2008 med kvalifikacijami za nastop na Svetovnem prvenstvu v nogometu 2010.

### Reprezentančni goli
| # | Datum             | Kraj                            | Nasprotnik | Rezultat | Izid | Tekmovanje                                                             |
| - | ----------------- | ------------------------------- | ---------- | -------- | ---- | ---------------------------------------------------------------------- |
| 1 | 6. september 2008 | Stadion Oporowska, Wroclaw      | Poljska    | 1-1      | 1-1  | Kvalifikacije za nastop na Svetovnem prvenstvu v nogometu 2010         |
| 2 | 9. september 2009 | Stadion Ljudski Vrt, Maribor    | Poljska    | 1-0      | 3-0  | Kvalifikacije za nastop na Svetovnem prvenstvu v nogometu 2010         |
| 3 | 18. november 2009 | Stadion Ljudski Vrt, Maribor    | Rusija     | 1-0      | 1-0  | Dodatne kvalifikacije za nastop na Svetovnem prvenstvu v nogometu 2010 |
| 4 | 11. avgust 2010   | Športni park Stožice, Ljubljana | Avstralija | 1-0      | 2-0  | Prijateljska tekma                                                     |